# Dennis Agyekum
Dennis Ohene Agyekum (sinh ngày 1 tháng 7 năm 1996 ở Accra, Ghana) là một cầu thủ bóng đá người Ghana thi đấu cho GD Resende ở Bồ Đào Nha tính đến năm 2017.

## Sự nghiệp

### Cộng hòa Dominica
Anh ghi 2 bàn ở phút 53 và 65 giúp San Cristóbal đánh bại Delfines del Este 4-1 ở Liga Dominicana de Fútbol 2016, Agyekum được tặng danh hiệu Cầu thủ xuất sắc nhất Tuần cho màn trình diễn ở vòng đấu đó.

### Quốc tế
Năm 2012, tiền vệ Ghana dính chấn thương khiến anh bị loại khỏi đội hình U-17 Ghana.